# Jezioro Lipawskie
Jezioro Lipawskie (łot. Liepājas ezers) – jezioro przybrzeżne w zachodniej części Łotwy, na Równinie Nadbrzeżnej, koło Lipawy, u wybrzeży Morza Bałtyckiego. Zajmuje powierzchnię 37,15 km², ma długość 15 km a jego szerokość sięga 3,5 km. Maksymalna głębokość akwenu wynosi 3 m. Brzegi są nieco wyniesione i porośnięte. Na jeziorze znajduje się 15 wysp. Uchodzą do niego rzeki Bārta, Otaņķe, Ālande, Dorupe. Poprzez kanał portowy (2 km długości, 40–80 m szerokości, 3 m głębokości) ma połączenie z wodami Morza Bałtyckiego. Akwen wchodzi w skład rezerwatu przyrody.